# Sarti (calciatore)
 Sarti (fl. XX secolo) è stato un calciatore italiano, di ruolo difensore.

## Carriera
Con lo Spezia disputa 4 gare nel campionato di Prima Divisione 1922-1923 ed una nel campionato di Seconda Divisione 1925-1926.